# مسجد أول فتح المبين
مسجد أول فتح المبين (بالاندونيسية: Masjid Agung Awwal Fathul Mubien) هو مسجد يقع في جالان سلطان حسن الدين في قرية كيلورهان حي تومنتنغ في مانادو التابعة لمقاطعة سولاوسي الشمالية، تأسس المسجد في حوالي العام 1770، وكان مسجد أول فتح المبين هو أول مسجد بني في مدينة مانادو .

## التاريخ
في حوالي العام 1760 وعندما بدأت مدينة مانادو تفتح نفسها على مسار تجارة التوابل في إندونيسيا الشرقية، بدأت مدينة مانادو في وضع نفسها كمنطقة عبور وتوقف للتجار، في البداية كانت محطة للمهاجرين الذين يعملون كتجار من مسلمي تيرنيت وتيدور وجزيرة ماكيان شمال مالوكو وأمبون، وبدؤا يعيشون ويستقرون بشكل مؤقت في مانادو، ومع مرور الوقت والارتفاع المتزايد في التجارة بدأ التجار المسلمين من جاوة الوسطى وسولو ويوجياكارتا وسورابايا بالقدوم للمدينة،  وبدأ المهاجرون والتجار المسلمين في التفكير بايجاد مكان للعبادة يختص بهم، وبموافقة الحكومة الهولندية اختاروا مكان فارغ في الطرف الشمالي من مانادو في ذلك الوقت كان يسمى كامبونج ثريا .

### التبعات
المنطقة المختارة في ذلك الوقت كانت منطقة عرضة للصراع، وكان غالبا ما يكون الصراع والخرب بين بين القبائل الذين يقطنون شمال مانادو مع القبائل المحلية الذين يسكنون الجزء الجنوبي من مانادو، بدأ الإسلام في حي كامبونج في النمو حتى وصل إلى باليمبانج وبادانغ وبنجر وماكاسار واندرامايو وسيريبون، حتى التجار من حضرموت واليمن والتجار العرب ساعدوا في انتشار الإسلام من خلال الدخول على الساحل الشمالي لجزيرة جاوة، في وسط القرية وفي وقت لاحق تم إنشاء مسجد أول فتح المبين، وهو ذا مغزى على أنه بداية حقيقية أو فتح مبين لانتشار الإسلام . 

## الترميم
في حوالي العام 1830 ولأول مرة تم تجديد المسجد ليكون أكبر وذلك بحجم 8 متر في 8 متر، وفي عام 1930 تم الترميم والتوسيع الثاني للمسجد من خلال تحويل مساخته إلى 8 متر في 12 متر، ثم تمت توسعت بعد ذلك إلى 8 متر في 14 متر، وعلاوة على ذلك مابين الفترة (1967 - 1995) تم توسيع المسجد ليبلغ أطواله 26 متر في 26 متر، وفي عام 2001 تمت تحسينات في المسجد مثل تركيب البلاط وخزف في جميع أنحاء المسجد .